# Octopus's Garden
Octopus's Garden è un brano musicale dei Beatles, scritto da Ringo Starr, pubblicato nell'album Abbey Road.

## Descrizione
L'idea della canzone venne quando Starr era su una barca insieme all'attore Peter Sellers in Sardegna nel 1968. Starr ordinò fish and chips per pranzo, ma invece gli diedero un calamaro (era la prima volta che Starr mangiava un calamaro, disse, "Non era male. Un po' gommoso. Sapeva di pollo").
Il capitano della nave raccontò a Starr come i polpi vivevano sul fondo del mare, raccogliendo pietre e oggetti brillanti per costruire giardini. Il film Let it Be include una scena dove Harrison aiuta Starr sul pianoforte.
George Harrison lavorò sulla canzone con Starr; forse perché le proprie canzoni venivano spesso respinte da John Lennon e Paul McCartney. Harrison commentò: «Octopus's Garden è una canzone di Ringo. È soltanto la seconda canzone che Ringo abbia mai scritto, ed è bella». Aggiunse anche: «La canzone è anche molto profonda perché è così pacifica. Suppongo che Ringo stia scrivendo canzoni cosmiche in questi ultimi tempi senza rendersene conto».
Il brano, contenente versi come: «Oh what joy for every girl and boy/Knowing they're happy and they're safe» ("Oh che gioia per ogni ragazza e ragazzo/Sapendo di essere felici e al sicuro"), qualche volta fu etichettato come una canzone per bambini, come Yellow Submarine, The Continuing Story of Bungalow Bill, All Together Now e Birthday.

### Registrazione
La base strumentale fu registrata il 26 aprile 1969, con la classica formazione dei Beatles: due chitarre elettriche (Harrison e Lennon, usarono la stessa tecnica fingerstyle come in Julia e Dear Prudence), basso elettrico (McCartney), batteria (Starr).
George Martin durante la registrazione era assente, così i Beatles, a cui serviva un produttore, scelsero Chris Thomas, presente in una cabina di controllo per assistere. Servirono trentadue registrazioni prima che i Beatles fossero soddisfatti della canzone.
I cori di McCartney e Harrison durante l'assolo di chitarra furono sottoposti a compressori e limiters per creare un suono gorgogliato. Ringo aggiunse il suono di alcune bolle, soffiando in un bicchiere di latte usando una cannuccia.

## Formazione
- Ringo Starr - voce, batteria, percussioni
- George Harrison - cori, chitarra solista
- Paul McCartney - cori, basso, pianoforte
- John Lennon - cori, chitarra ritmica
- Geoff Emerick - sintetizzatore

## Cover
I Muppet, programma di Jim Henson, fecero tre video-cover della canzone, rispettivamente in Sesame Street nel 1969, e all'Ed Sullivan Show nell'ottobre del 1970, e nel The Muppet Show nel 1978, eseguito da Robin la Rana, Kermit la Rana e Miss Piggy.
Del brano fu fatta una cover anche da Raffi negli anni ottanta; come molte delle canzoni di Raffi, questa versione fu destinata ad un pubblico di bambini.
Nel 1999, Melissa Joan Hart fece un cover electropop per il film Sabrina nell'isola delle sirene.